# Gà lôi mào Sumatra
Gà lôi mào lưng lửa(danh pháp hai phần:Lophura ignita) là một loài chim trong họ Phasianidae.